# Mem Fernandes de Bragança
Mem ou Mendo Fernandes de Bragança (m. depois de 1147) foi um fidalgo e cavaleiro medieval português, foi governador de Bragança e possivelmente alferes do rei D. Afonso I de Portugal entre os anos de 1146 e 1147.[a]

## Relações familiares
Filho de Fernão Mendes de Bragança I,casou com Sancha Viegas de Baião, filha de Egas Gosendes de Baião e de Unisco Viegas de quem teve:
- Fernão Mendes, senhor de Bragança casado por duas vezes, a primeira com Teresa Soares da Maia e a segunda com Sancha Henriques, infanta de Portugal, filha de Henrique de Borgonha, conde de Portucale e de Teresa de Leão.
- Rui Mendes, aparece na corte do rei Alfonso desde 1130 até 1135 e foi tenente de Seia pelo menos no ano 1132.[2]
- Urraca Mendes,  casada por duas vezes, a primeira com Diogo Gonçalves Cête e a segunda com Soeiro Pais Mouro.
- Nuno Mendes de Caria casado com Dórdia Mendes de Riba Douro.